# Néstor Clausen
Néstor Clausen (ur. 29 września 1962 w Arrufó) – argentyński piłkarz grający jako obrońca.
Za sprawą pochodzenia dziadków posiada również obywatelstwo szwajcarskie.

## Kariera piłkarska
W latach 1980–1988 grał w CA Independiente. Z Indepediente dwa razy był mistrzem Argentyny, a w 1984 wywalczył najcenniejsze piłkarskie trofeum Południowej Ameryki – Copa Libertadores. W tym samym roku triumfował także w Pucharze Interkontynentalnym. Od 1989 przez 5 sezonów był piłkarzem szwajcarskiego FC Sion (mistrzostwo kraju w 1992). Po powrocie do Argentyny grał w Racingu, ponownie Indepediente oraz Arsenalu Sarandi. Karierę zakończył w 1998.

## Kariera reprezentacyjna
W reprezentacji debiutował w 1983. Podczas MŚ 86 zagrał tylko w pierwszym meczu Argentyny w turnieju, w następnych zastąpił go José Luis Cuciuffo. Reprezentacyjną karierę zakończył w 1988 z 26 występami (1 gol) na koncie. Brał udział w spotkaniach Copa América 1983.

## Sukcesy

### Piłkarz

#### Klubowe
Independiente
- Primera División: Metropolitano 1983, 1988/89
- Copa Libertadores 1984
- Puchar Interkontynentalny: 1984
- Supercopa Sudamericana 1995

FC Sion
- Schweizer Cup 1990/91
- Swiss Super League 1991/92

#### Reprezentacyjne
Argentyna
- Złoty medal Mistrzostw Świata: 1986

### Trenerskie
The Strongest
- Torneo Apertura 2003
- Torneo Clausura 2004